# Wooster (Ohio)
Wooster is een plaats (city) in de Amerikaanse staat Ohio, en valt bestuurlijk gezien onder Wayne County.

## Demografie
Bij de volkstelling in 2000 werd het aantal inwoners vastgesteld op 24.811.
In 2006 is het aantal inwoners door het United States Census Bureau geschat op 25.791, een stijging van 980 (3,9%).

## Geografie
Volgens het United States Census Bureau beslaat de plaats een oppervlakte van
37,2 km², geheel bestaande uit land. Wooster ligt op ongeveer 351 m boven zeeniveau.

## Plaatsen in de nabije omgeving
De onderstaande figuur toont nabijgelegen plaatsen in een straal van 16 km rond Wooster.

## Geboren
- Arthur Holly Compton (1892-1962), natuurkundige en Nobelprijswinnaar (1927)